# クレセント・ウィンド作戦
クレセント・ウィンド作戦 (クレセント・ウィンドさくせん) は、2001年10月から11月にかけてアフガニスタン上空で行われた米英軍の航空作戦である。空爆作戦は、空爆のための標的情報を提供する地上のイギリス軍特殊部隊によって支援された。この作戦はターリバーンを著しく弱体化させ、11月に行われた北部同盟による攻勢に道を開き、アフガニスタンのターリバーン支配地域を迅速に制圧した。

## 先制攻撃
最初の攻撃はミズーリ州ホワイトマン空軍基地から、10月7日夜に第509爆撃航空団のB-2A爆撃機2機が離陸し、その後10月8日と9日の夜にも2機が離陸して行われた。これらの爆撃機は、第18空軍の調整のもと、第60航空機動航空団と第349航空機動航空団、第319偵察航空団のKC-10AとKC-135空中給油機を使用して、まずカリフォルニア沖、次にハワイ、グアム、マラッカ海峡、そしてディエゴガルシア島付近で5度目の給油を行い、GBU-31 JDAM精密誘導爆弾でアフガニスタンの目標を爆撃した。爆撃後、インド洋上で空中給油を行い、グアム島のアンダーセン空軍基地に着陸した。ここで乗組員は交代し、ホワイトマン空軍基地に帰還した。B-2A爆撃機はアフガニスタンの目標に到達するまでに30時間の飛行を要し、元の乗組員は最長で44時間20分、合計70時間稼働した。この作戦は史上最長の戦闘爆撃出撃となっている。
当初の目標は、指揮統制拠点、防空施設、および小規模のターリバーン空軍、カーブル、ヘラート、カンダハール、ザランジュ、マザーリシャリーフの空港が標的となった。ターリバーンの航空部隊は40人のパイロットを持ち、約50機のMiG-21戦闘機とSu-22戦闘爆撃機が飛行可能と考えられていた。しかし、従来の迎撃機としての懸念よりも、最終的に爆薬を搭載してアメリカ軍野営地への自爆攻撃に使用されることへの懸念が強かった。
初日のB-2A爆撃機による爆撃に続き、アンダーセン空軍基地からディエゴガルシア島に展開したB-52爆撃機10機、第28爆撃航空団のB-1B爆撃機5機または8機がJDAMとMk82無誘導爆弾の両方で攻撃を行い、空母カールビンソン（USS Carl Vinson, CVN-70）艦載の第11空母航空団（CVW-11）から第213戦闘飛行隊（VF-213）のF-14D戦闘機がGBU-12およびGBU-16誘導爆弾を搭載して参加したほか、AIM-54C、AIM-7M、AIM-9L空対空ミサイルを搭載しての上空警戒も行われたが、タリバンが妨害する確率は低かった。また、第117空中早期警戒飛行隊（VAW-117）のE-2C早期警戒機による支援も行われた。初日の夜、一部の搭乗員は対空砲（AAA）や携帯式地対空ミサイル（MANPADS）の攻撃に遭遇したと報告しているが、タリバンの航空機が離陸することはなく、事実上、すべての航空機が破壊された。
第一次攻撃の数時間後、空母エンタープライズ（USS Enterprise, CVN-65）艦載の第8空母航空団から第41戦闘飛行隊（VF-41）のF-14A戦闘機と第141電子攻撃飛行隊（VAQ-141）のEA-6B電子戦機が増派されたほか、イギリス海軍の原子力潜水艦トラファルガー（HMS Trafalgar,S107）と原子力潜水艦トライアンフ（HMS Triumph,S93）が巡航ミサイルによる攻撃を行った。